# Bogdan Stupar
Bogdan Stupar, bosansko-hercegovski general, * 15. oktober 1912, † 1999.

## Življenjepis
Stupar, po poklicu mizar, se je leta 1941 pridružil NOVJ in naslednje leto KPJ. Med vojno je bil na poveljniških položajih več enot.
Po vojni je bil poveljnik oklepne divizije, načelnik štaba korpusa,...